# میکل راسموسن
میکل راسموسن (انگلیسی: Michael Rasmussen؛ زادهٔ ۱ ژوئن ۱۹۷۴) دوچرخه‌سوار اهل دانمارک است.
وی در مسابقات کشوری و بین‌المللی در مجموع برندهٔ ۱ مدال طلا شده‌است.